# Comuna Turka, Colomeea
Turka (în ucraineană Турка) este o comună în raionul Colomeea, regiunea Ivano-Frankivsk, Ucraina, formată din satele Iasinkî și Turka (reședința).

## Demografie
Componența lingvistică a comunei Turka
     Ucraineană (99,74%)
     Alte limbi (0,23%)
Conform recensământului din 2001, majoritatea populației comunei Turka era vorbitoare de ucraineană (99,74%), existând în minoritate și vorbitori de alte limbi.